# Lintneria maura
Lintneria maura là một loài bướm đêm thuộc họ Sphingidae. Loài này có ở Argentina và Bolivia.
Sải cánh dài khoảng 80 mm. Con trưởng thành bay từ tháng 5 đến tháng 10 in Bolivia và từ tháng 11 đến tháng 12 in Argentina.
There are orange-yellow transverse median lines on the abdomen upperside. Con trưởng thành bay vào cuối tháng 1 in Brazil.
Ấu trùng có thể ăn Lamiaceae (such as Salvia, Mentha, Monarda và Hyptis), Hydrophylloideae (such as Wigandia) và Verbenaceae species (such as Verbena và Lantana).

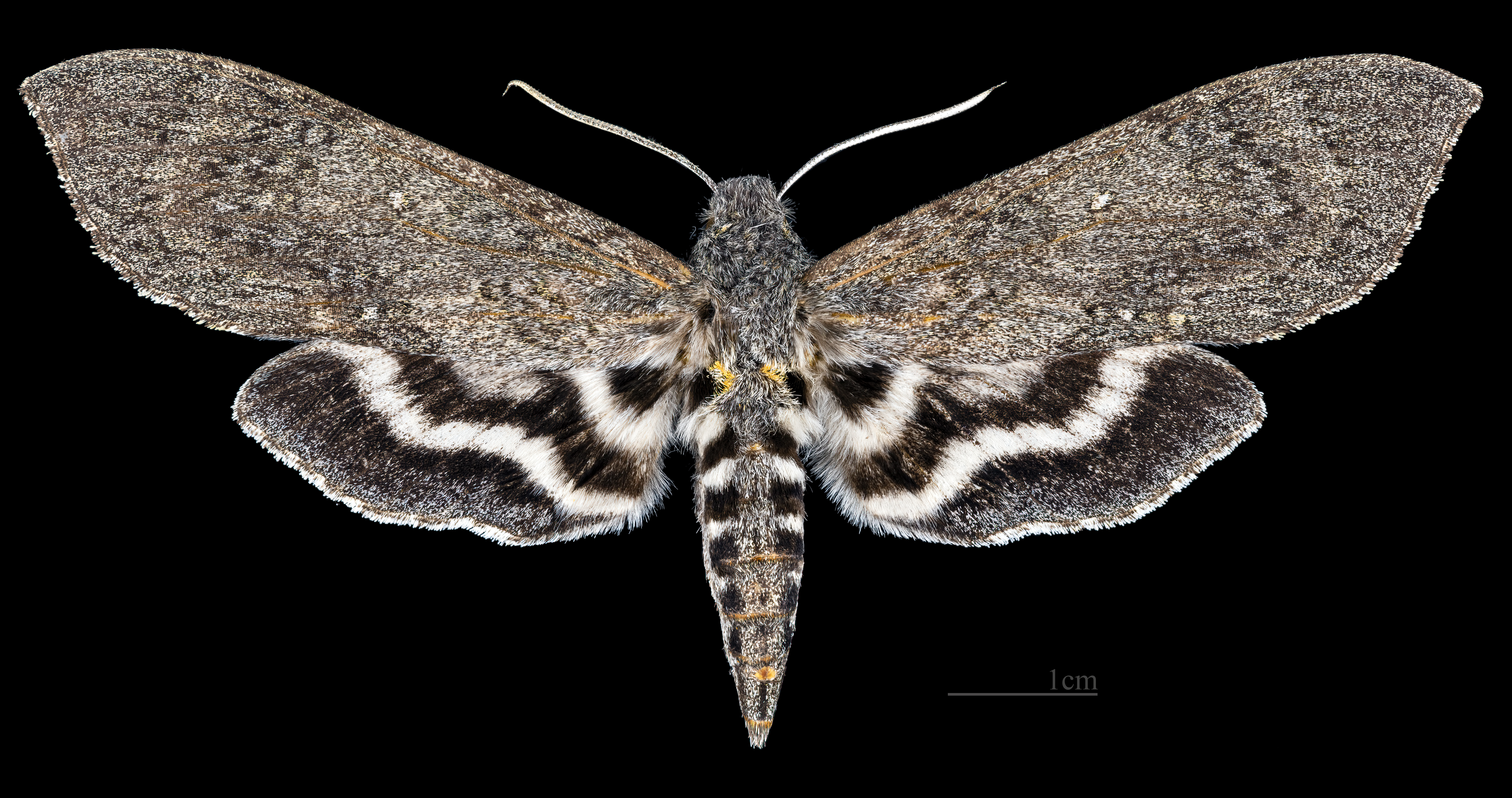
Lintneria maura  ♀
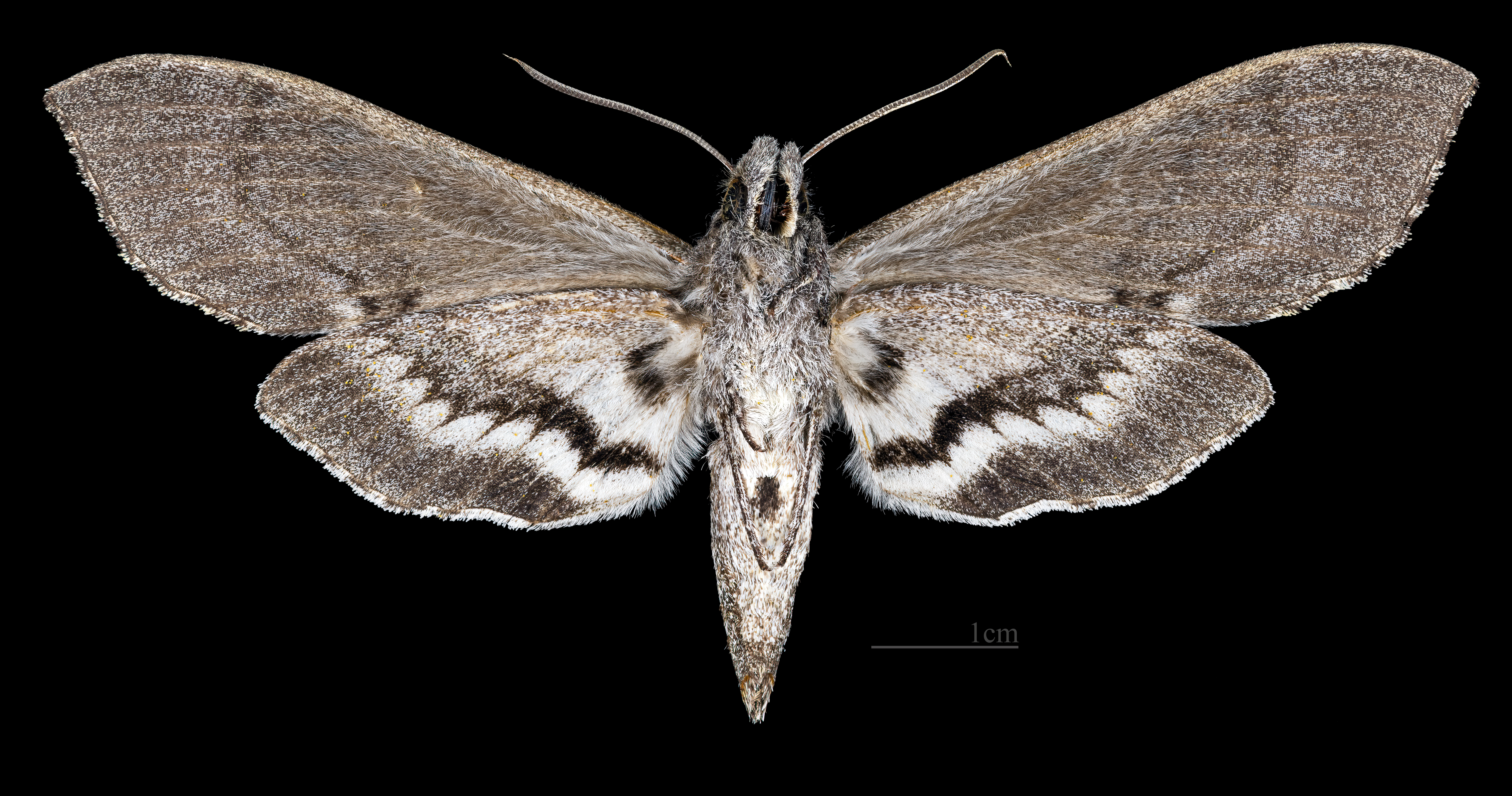
Lintneria maura  ♀ △